# Manuel Sierra
Pour les articles homonymes, voir Sierra.
Ne doit pas être confondu avec José Manuel Sierra.
Pas d'image ? Cliquez ici

a Compétitions nationales et continentales officielles uniquement.

b Matchs officiels uniquement.
Dernière mise à jour le 21 avril 2018.
Manuel Sierra, couramment appelé Manu Sierra et né le 6 mai 1980 au Creusot, est un joueur français de rugby à XV qui évolue au poste de deuxième ligne.

## Biographie
Manuel Sierra commence par jouer au basket-ball à l'Élan béarnais où il a côtoyé Jérôme Thion. Des copains lui ont proposé de venir avec eux au rugby, c'est ainsi qu'il a évolué dans ce nouveau sport à l'Avenir de Bizanos[réf. nécessaire] puis à la Section paloise. Il débute en juniors et en espoirs et, dès sa première année, il est champion de France avec des joueurs comme Imanol Harinordoquy ou Pierre Som[réf. nécessaire]. Pendant la saison 2000-2001, il dispute plusieurs rencontres avec l'équipe professionnelle. Tout en jouant à Pau, il connaît plusieurs sélections en équipe de France en catégories juniors, en moins de 19 ans[réf. nécessaire] et en moins de 21 ans,,.
Il part au RC Narbonne en 2002, avec qui il évoluera quatre saisons.
Entre-temps, Sierra connaît le 27 avril 2003 sa première et unique cape internationale avec l'Espagne, dans le cadre d'une rencontre qualificative pour la Coupe du monde 2003 disputée contre les États-Unis.
Après son passage à Narbonne, il rejoint en 2006 l'US Dax.
Après deux saisons dans les Landes, Sierra quitte les divisions professionnelles et s'engage avec l'US Morlaàs en Fédérale 1. Il retourne ensuite dans les Landes, sous le maillot de l'US Mugron.
Après huit saisons jouées sous les couleurs du club mugronnais, Sierra prend sa retraite de joueur, à l'issue de la saison 2017-2018 disputée en Fédérale 3.
Après sa retraite de joueur, il devient éducateur sportif auprès de l'US Mugron. En 2021, il devient directeur du centre de formation de l'US Dax,,.

## Palmarès

### En club
- Championnat de France de 2e division :
  - Vice-champion : 2007 avec l'US Dax.

### En équipe nationale
- International en équipe de France des moins de 19 ans[réf. nécessaire].
- International en équipe de France des moins de 21 ans.